# Никс, Джон
Джон Аллен Уизден Никс (англ. John Allen Wisden Nicks; 22 апреля 1929 года, Брайтон, Великобритания) — фигурист, выступавший в парном разряде. В паре с сестрой Дженнифер Никс он — чемпион мира 1953, чемпион Европы 1953 и шестикратный чемпион Великобритании 1948 — 1953. Участник зимних Олимпийских игр в 1948 году. В настоящее время — тренер.

## Тренерская деятельность
После завершения карьеры Д. Никс переехал в США, где стал успешным тренером. Среди его учеников:
- Пегги Флеминг,
- Саша Коэн,
- Тай Бабилония и Рэнди Гарднер,
- Кристи Ямагучи и Руди Галиндо,
- Дженни Мено и Тод Санд,
- Кеана Маклафлин и Рокни Брубейкер,
- Эшли Вагнер,
- Майкл Кристиан Мартинес.

## Результаты выступлений
| Соревнования              | 1947 | 1948 | 1949 | 1950 | 1951 | 1952 | 1953 |
| ------------------------- | ---- | ---- | ---- | ---- | ---- | ---- | ---- |
| Олимпийские игры          |      | 8    |      |      |      | 4    |      |
| Чемпионаты мира           |      | 8    | 6    | 2    | 3    | 3    | 1    |
| Чемпионаты Европы         | 6    | 5    | 6    | 3    | 3    | 2    | 1    |
| Чемпионаты Великобритании |      | 1    | 1    | 1    | 1    | 1    | 1    |